# عفونت واژن

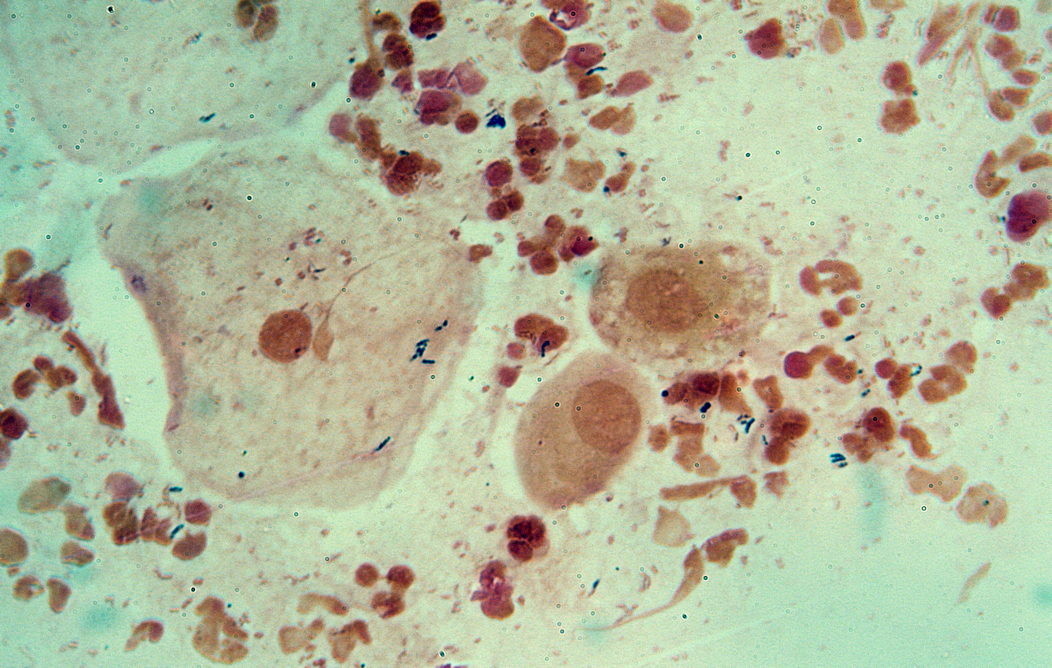
تصویری از عفونت

زهراه‌آماس یا زهدان‌راه‌آماس یا التهاب واژن یا واژینیت (به انگلیسی: Vaginitis) به التهاب دستگاه تناسلی زنانه خارجی (عفونت واژن یا واژن) که بر اثر عواملی مانند کلامیدیا، تریکومونا یا باکتریها ایجاد می‌شود گفته می‌شود. برخی عوامل مانند بهداشت پایین، دیابت، وجود آی‌یودی در رحم و… زمینه‌ساز واژینیت‌های مکرر در خانم‌ها هستند. هر چند التهاب واژن به تنهایی چندان عارضه‌ای ندارد ولی در صورت عدم درمان می‌تواند به سایر دستگاه‌ها مانند رحم و مثانه گسترش یابد.

## علائم بیماری
مهم‌ترین شکایت بیمار خارش ناحیه تناسلی و افزایش ترشحات واژن می‌باشد. گاه سوزش ادرار، دیسپارونی و… نیز داریم. در معاینه ترشحات غیرطبیعی و اریتم موضعی (قرمزی) ممکن است دیده شود. برخی از علائم عفونت واژن عبارتند از:
- ترشحات سبز، خاکستری یا سفید با بوی بد
- احساس سوزش به خصوص به هنگام ادرار کردن
- احساس درد در هنگام رابطه جنسی
- خارش واژن
- التهاب ناحیه خارجی واژن
- لکه‌بینی یا خونریزی

## عوارض عفونت واژن
از اصلی‌ترین عوارض عفونت واژن می‌توان به موارد زیر اشاره کرد:
- احتمال ابتلا به اچ‌آی‌وی
- احتمال ابتلا به التهاب لگن
- احتمال نازایی
- احتمال سقط جنین

بی‌توجهی به این بیماری، ممکن است باعث گسترش آن و درگیر کردن رحم و مجاری آن شود.

## عوامل مؤثر در پیشرفت بیماری
1. آنتی‌بیوتیکها (با تغییر فلور نرمال)
2. تغییر در سطوح طبیعی هورمونهای بدن که در حاملگی، شیردهی و یائسگی رخ می‌دهد.
3. شستشوی واژن، دئودورانتهای واژن و صابونها
4. مواد اسپرم کش
5. نزدیکی جنسی
6. بیماریهای منتقله از طریق جنسی
7. تحریک
8. مواد خارجی مثل نوار بهداشتی

## انواع عفونت واژن
سه نوع واژینیت خانم‌ها را درگیر می‌کند:

### قارچی
افزایش رشد قارچها مانند کاندیدا آلبیکنس در واژن به علت تغییرات هورمونی یا قند خون بالا یا کاهش مقاومت در مقابل بیماری اتفاق می‌افتد که علائم آن شامل:
الف - سوزش و خارش حتی هنگام ادرار کردن یا مقاربت
ب - ترشحات سفید متراکم
ج - بوی خفیف
بوده و درمان آن شامل کرمها یا شیافهای واژنی ضد قارچ می‌باشد.

### تریکوموناسی
تریکوموناس واژینالیس نوعی انگل تک یاخته‌ای که از طریق مقاربت جنسی از شخصی به شخص دیگر منتقل می‌شود علائم آن شامل:
الف - خارش و سوزش و تورم شدید واژن
ب - ترشحات کف آلود خاکستری یا زرد - سبز
ج - بوی نامطبوع ماهی
د - درد حین ادرار کردن یا مقاربت جنسی
بوده و برای درمان آن نیاز به تجویز آنتی‌بیوتیک خوراکی وجود دارد. اغلب بیماران با یک دوز دارو درمان می‌شوند. همسر شخص مبتلا هم بایستی درمان شود و تا درمان وی بایستی از مقاربت اجتناب شود چون باعث آلودگی مجدد می‌شود.

### باکتریایی
که باعث واژینوز باکتریایی می‌شوند که ناشی از رشد شدید باکتریها در واژن می‌باشد که می‌تواند با علت ناشناخته باشد یا از طریق مقاربت جنسی انتقال یابد. علائم آن شامل:
الف - خارش، سوزش و تورم واژن
ب - ترشحات آبکی خاکستری
ج - بوی نامطبوع ماهی
د - درد حین ادرار کردن یا مقاربت
درمان آن شامل آنتی‌بیوتیک خوراکی یا روش‌های دیگر می‌باشد. همسر بیمار هم بایستی هم‌زمان درمان شود. تا پایان درمان از مقاربت اجتناب شود.

## درمان
برای درمان واژینیت بسته به عامل ایجادکننده از داروهایی مانند کرمهای موضعی مانند کلوتریمازول، داروهای خوراکی مانند کپسول فلوکونازول یا محلولهای شستشوکننده موضعی مانند بتادین، سرکه، جوش شیرین یا روغن نارگیل استفاده می‌کنیم.